# Bin Swelah
Bin Swelah (en árabe: بن صويلح‎; Abu Dabi, Emiratos Árabes Unidos, 17 de noviembre de 1996) es un actor y comediante emiratí.

## Primeros años y carrera
Bin Swelah nació como Ali Saleh Awadh AlJaberi en Al Ain, pero después decidió mudarse a Baniás. Bin Swelah comenzó su carrera como actor de teatro en 2013 en el Teatro Al Qasba, en Sharjah. En 2015, Swelah escribió un libro llamado "The Ability of an Actor". También ha aparecido en varios programas de comedia en cines de los Emiratos Árabes Unidos.